# Parti Social-National
De Parti Social-National (Nederlands: Sociaal-Nationale Partij), was een socialistische en nationalistisch georiënteerde partij in Frankrijk tijdens de Derde Franse Republiek (1933-1940).

## Geschiedenis
De Parti National-Social werd in 1933 opgericht door Jean Hennessy (1874-1944), een vroeger minister onder Raymond Poincaré, Aristide Briand en André Tardieu en lid van de Parti Républicain-Socialiste (Republikeins-Socialistische Partij). Hennessy en de zijnen waren socialistisch, maar anti-internationalistisch en voorstander van regionalisme, strikte ordehandhaving en de promotie van vaderlandsliefde en Europese eenheid. Overigens speelde de partij een onbelangrijke rol in de Kamer van Afgevaardigden (Chambre des Députés). Jean Hennessy behoorde op 10 juli 1940 wel tot de Vichy 80, toen hij als een van de 80 parlementariërs die tegen het verlenen van volmachten aan maarschalk Philippe Pétain stemde.
De PSN maakte deel uit van de parlementaire groepering Gauche Indépendante (Onafhankelijk Links).